# La Chapelle-près-Sées
La Chapelle-près-Sées är en kommun i departementet Orne i regionen Normandie i nordvästra Frankrike. Kommunen ligger i kantonen Sées som tillhör arrondissementet Alençon. År 2022 hade La Chapelle-près-Sées 488 invånare.

## Befolkningsutveckling
Antalet invånare i kommunen La Chapelle-près-Sées
| Referens: INSEE |